# Carmageddon: Reincarnation
Carmageddon: Reincarnation (укр. Кармагеддон: Реінкарнація) — четверта частина гри серії Carmageddon. Гру розробила англійська компанія Stainless Games. Ця ж студія раніше випустила першу і другу частини — Carmageddon і Carmageddon II: Carpocalypse Now.

## Розробка
У 2011 році, викупивши назад права у Square Enix Europe на серію Carmageddon, творці перших двох частин взялися за розробку четвертої частини.
8 травня 2012 року стартувала кампанія з фінансування проєкту через Kickstarter з очікуваним випуском гри в лютому 2013 року через сервіс дистрибуції Steam. Метою кампанії був збір 400 тисяч доларів, вона була досягнута за 10 днів після старту. Також розробники додали умову, що, якщо зберуть 600 тисяч доларів, тоді випустять версії для Mac OS X і Linux. Станом на кінець кампанії, 6 червня 2012 року, проект зібрав 625 143 доларів.
20 березня 2013 року було оголошено, що розробники отримали додаткове фінансове вливання в розмірі 3,5 млн доларів від колишнього співзасновника Bullfrog Ле Едгара. Однією з умов фінансування був випуск гри для консолей наступного покоління.
З 27 березня 2014 року гра стала доступна в Steam в режимі раннього доступу. Всі учасники Kickstarter, що заплатили понад 25 доларів, отримали доступ до альфа-версії гри ще раніше — 13 березня 2014 року.

## Відгуки
PC версія гри на Metacritic отримала 54 %. Рецензенти відзначили схожість гри з класичними іграми серії Carmagedddon, але розділилися в думках щодо того, чи був її ретро-геймплей приємним у сучасну епоху. Особливо слід відзначити вкрай низьку продуктивність гри на ПК під час запуску: гра не могла працювати з постійною частотою кадрів на будь-якому комп'ютері з будь-якими налаштуваннями.
Версія Max Damage для PS4 отримала 51% на Metacritic . Багато рецензентів залишилися незадоволеними геймплеєм і керуванням, а графіку гри часто критикували як застарілу, хоча продуктивність гри рецензенти відзначали менш широко.